# Spirostreptus heterothyreus
Spirostreptus heterothyreus är en mångfotingart som beskrevs av Karsch 1881. Spirostreptus heterothyreus ingår i släktet Spirostreptus och familjen Spirostreptidae. Inga underarter finns listade i Catalogue of Life.